# 科曼奇里亚
科曼奇里亚（科曼奇语：Nʉmʉnʉʉ Sookobitʉ，意为“科曼奇地”），又称科曼奇帝国，是一个历史地区，涵盖今美国新墨西哥州、得克萨斯州西部及周边地区，在1750年代—1860年代由科曼奇人占据。历史学家佩卡·哈马莱宁认为，科曼奇里亚在其鼎盛时期形成一个帝国，这一观点也得到其他历史学家的认同。